# Hydrocynus vittatus
El pez tigre (Hydrocynus vittatus) es una especie de peces de la familia Alestiidae en el orden de los Characiformes.

## Morfología
Los machos pueden llegar alcanzar los 105 cm de longitud total y las hembras 70.
- Peso máximo: 15 kg.[2][3]

## Hábitat
Es un pez de agua dulce y de clima tropical (22 °C-28 °C).  Actualmente se le encuentra en cautiverio desde hace unos 10 a 15 años.
Al pez tigre le gustan las aguas turbulentas, donde los peces que son menos poderosos nadadores luchan contra la corriente, haciéndolos vulnerables a los ataques. Tiene una vista excelente y la capacidad de detectar vibraciones de baja frecuencia emitidas por la presa. Por lo general, nadan alrededor de la presa en grupos antes de golpear con la brutalidad de una piraña. Recientemente se ha descubierto que también comen aves, las cazan cuando estas vuelan cerca del agua. Sus cardúmenes pueden ser de hasta 50 peces todos del mismo tamaño, pero los peces más grandes normalmente cazan solos.

## Distribución geográfica
Se encuentran en África. Habitan en el río Congo en su mayoría.

## Apariencia y curiosidades
Nativo de la cuenca del río Congo, del río Lualaba, el lago Upemba y el lago Tanganica en África, es el mayor miembro de la familia pez tigre, un género de depredadores feroces, con dientes afilados como cuchillos. El más grande documentado era de casi 5 pies (un metro y medio) de largo y pesaba 154 libras, el equivalente a un boxeador superwélter. Y supera a otros peces africanos en velocidad y fuerza.
Los lugareños dicen que es el único pez que no le teme al cocodrilo y que en realidad se come a los más pequeños. También se sabe que en raras ocasiones atacan a los humanos. Es tan rápido y contundente como el rayo, y no sólo pican en el anzuelo del pescador, sino que a veces se apropian de su cabeza. No es extraño que un promotor de  safaris de pesca requiera a los clientes leer un tratado de precaución sobre el pez Goliat antes de aceptar un viaje de pesca.
El pez tigre tiene una espalda de color verde oliva y un vientre plateado. Pero si ves uno, lo que sin duda más llamará tu atención es su boca de 32 dientes como navajas irregulares. Cada diente puede ser de hasta una pulgada de largo. Los dientes del Goliat se fijan en el borde de la mandíbula, ya que el monstruo tiene apenas labios. Y cuando los dientes caen sobre sus presas, efectúan un corte limpio, casi quirúrgico. Estos atributos, junto con su físico musculoso, hacen del Goliat una máquina perfecta.
El aventurero y pescador británico Jeremy Wade se encontró durante una expedición de pesca por el río Congo en África, con el pez tigre Goliat. Utilizó a un bagre grande como cebo, una barra de 200 libras y un sedal. Además tomó una distancia considerable para su seguridad.

"Tuve un cuidado especial al agarrar este ejemplar, que pesaba más de 100 libras y medía 5 pies de largo. Este pez es una piraña gigante. Es bastante bestia."
"Los dientes son muy afilados y tienen la misma longitud que los de un gran tiburón blanco. También tiene una mordida muy potente y se sabe que consumen presas del mismo tamaño, personas y cocodrilos."
"Se cree que los ataques de estos peces son en respuesta a un movimiento brusco o salpicaduras."
"Es muy raro pescar uno, especialmente por un extraño, ya que se encuentran en una ubicación tan remota y de difícil acceso. No existen guías o casas de campo en esa parte del río Congo."
"Es un pez muy peligroso de manejar. Si usted no tiene cuidado podría tomar fácilmente el dedo o peor."
Jeremy Wade.

## Peligro para los humanos
A estos peces se los considera de los más peligrosos de África debido a su agresividad y se recomienda si se pesca uno, tener especial cuidado con sus dientes.
Se sabe que estos peces han sido acusados de algunas muertes en el río Okavango. En un caso investigado por el pescador Jeremy Wade, se determino que estos peces fueron culpables de matar a 7 personas luego de que su canoa se volcara por el sobrepeso. Se cree que la razón del ataque fue que los peces estaban en un frenesí alimenticio y cuando uno lanzó una mordida, los demás reaccionaron y en consecuencia atacaron.